# Xanxerê (microregio)
Xanxerê is een van de 20 microregio's van de Braziliaanse deelstaat Santa Catarina. Zij ligt in de mesoregio Oeste Catarinense en grenst aan de microregio's Pato Branco (PR), Palmas (PR), Joaçaba, Concórdia en Chapecó. De microregio heeft een oppervlakte van ca. 4.806 km². In 2007 werd het inwoneraantal geschat op 148.243.
Zeventien gemeenten behoren tot deze microregio:
- Abelardo Luz
- Bom Jesus
- Coronel Martins
- Entre Rios
- Faxinal dos Guedes
- Galvão
- Ipuaçu
- Jupiá
- Lajeado Grande
- Marema
- Ouro Verde
- Passos Maia
- Ponte Serrada
- São Domingos
- Vargeão
- Xanxerê
- Xaxim

Mesoregio's: Grande Florianópolis · Norte Catarinense · Oeste Catarinense · Serrana · Sul Catarinense · Vale do Itajaí

Microregio's: Araranguá · Blumenau · Campos de Lages · Canoinhas · Chapecó · Concórdia · Criciúma · Curitibanos · Florianópolis · Itajaí · Ituporanga · Joaçaba · Joinville · Rio do Sul · São Bento do Sul · São Miguel do Oeste · Tabuleiro · Tijucas · Tubarão · Xanxerê